# Holocracia
La holocracia es un sistema organizativo en el que la autoridad y la toma de decisiones se descentralizan en lugar de ser establecidas por una jerarquía de gestión.  La holocracia ha sido adoptada por organizaciones con y sin ánimo de lucro en Australia, Alemania, EE. UU., Francia, Nueva Zelanda, Chile y el Reino Unido.

## Orígenes
El sistema holocrático se incubó en Ternary Software, una empresa de Exton, PA, USA que se caracterizó por la experimentación con formas más democráticas de gobierno de las organizaciones. El fundador de Ternary Brian Robertson destiló las mejores prácticas en un sistema de organización que se hizo conocido como holocracia en 2007. Más adelante Robertson desarrolló la Constitución de la Holocracia en 2010, que establece los principios y las prácticas esenciales del sistema, y ha apoyado a las empresas en la adopción del mismo.
El término holocracia (holo- + -cracia) se deriva del término holarquía (holo- + -arquía), acuñado por Arthur Koestler en su libro de 1967 El espíritu de la máquina. Una holarquía se compone de holones (griego: ὅλον, forma neutra holón de ὅλος, holos "todo") o unidades que son autónomas y autosuficientes, y que también dependen de la totalidad mayor de la que forman parte. Así, una holarquía es una jerarquía de holones autorregulados que funcionan como totalidades autónomas y como piezas dependientes.

## Influencias y sistemas comparables
La holocracia ha sido comparada con la sociocracia, un sistema de gobierno desarrollado en la segunda mitad del siglo XX. La Sociocracia tuvo una influencia temprana importante durante la incubación de la holocracia, aunque la holocracia se ha alejado cada vez más de ella desde entonces. La Sociocracia inspiró particularmente el desarrollo de la estructura de círculo y los procesos de gobierno (descrito en más detalle más adelante) dentro de la holocracia. La holocracia está diseñada para las organizaciones y fundamentalmente diferencia los roles de la organización de la gente que trabaja en ella.
En su énfasis en la gobernabilidad iterativa, los procesos de adaptación, y la autoorganización, la holocracia se inspira en los principios del desarrollo ágil de software y el proceso de manufactura esbelta. La holocracia es altamente compatible con la Teoría de los Participantes (Stakeholder theory) en la medida en que su estructura directiva permite que múltiples partes interesadas sean representados en el gobierno de una organización y para que múltiples organizaciones con intereses compartidos puedan estar vinculados a nivel de gobierno.

## Elementos esenciales

### Roles en lugar de las descripciones de los puestos
Los bloques básicos de la estructura organizativa de la holocracia son los roles. La holocracia distingue entre los roles y las personas que los ejercen, ya que un individuo puede tener múltiples roles en un momento dado. Un rol no es una descripción de las funciones; su definición sigue un formato claro incluyendo un nombre, un propósito, "dominios" opcionales para controlar, y la rendición de cuentas, que son las actividades en curso que se deben realizar. Los roles se definen por cada círculo -o en equipo- a través de un proceso de gobierno colectivo, y se actualizan periódicamente con el fin de adaptarse a las necesidades siempre cambiantes de la organización.

### Estructura de Círculo
La holocracia estructura las diversas funciones en una organización en un sistema de círculos de autoorganización (pero no autodirigidos). Los círculos están organizados jerárquicamente, y a cada círculo se le asigna un propósito claro y la rendición de cuentas se produce en su círculo más amplio. Sin embargo, cada círculo tiene la autoridad para auto-organizarse internamente para lograr mejor sus objetivos. Los círculos conducen sus propias reuniones de gobierno, asignan a los miembros sus roles y asumen la responsabilidad de la realización de trabajos dentro de su ámbito de autoridad. Los círculos están conectados por dos papeles conocidos como "enlace líder" y "enlace representante", que participan en las reuniones tanto de su círculo y como del círculo más amplio para asegurar la alineación con la misión y la estrategia de la organización en general.

### Proceso de Gobierno
Cada círculo utiliza un proceso de gobierno definido para crear y actualizar periódicamente sus propios roles y políticas. La holocracia especifica un proceso estructurado conocido como "la toma de decisiones de integración" para proponer cambios en el gobierno y modifica o se opone a las propuestas. Este no es un sistema basado en el consenso, ni siquiera un sistema basado en el consentimiento, sino uno que integra la entrada pertinente de todas las partes y asegura que las modificaciones propuestas y objeciones a esos cambios están anclados en las necesidades de los roles (y, a través de ellos, las necesidades de la organización), en lugar de las preferencias o el ego de las personas.

### Proceso operacional
La holocracia especifica los procesos para la alineación de los equipos alrededor de las necesidades operativas, y requiere que cada miembro de un círculo cumpla ciertos deberes con el fin de trabajar de manera eficiente y eficaz entre sí. En contraste con el proceso de gobierno, que es colectivo e integrador, cada elemento que cumple un rol tiene mucha autonomía y autoridad para tomar decisiones sobre cómo lograr mejor sus objetivos. Algunos han descrito el paradigma autoridad de la holocracia como completamente opuesto a la de la jerarquía de gestión tradicional; en lugar de tener permiso para actuar o innovar, la holocracia da amplia autoridad para tomar cualquier acción necesaria para realizar el trabajo de los roles, a menos que se restrinja a través de las políticas en el gobierno o incluya el uso de algunos activos de la organización (dinero, propiedad intelectual, etc.) La holocracia está por lo tanto muy sesgada hacia la acción e innovación: se basa por defecto en la autonomía y la libertad, y luego utiliza los procesos internos para limitar la autonomía cuando su uso de una manera específica resulta ser perjudicial.
La holocracia especifica un proceso de reunión táctica que cada círculo realiza por lo general con una frecuencia semanal. Este proceso incluye diferentes fases para informar sobre los datos pertinentes, actualizaciones de las acciones en proyectos y discusiones abiertas donde cualquier miembro del círculo puede agregar a la orden del día. Una característica particular de esta última fase, conocida como "triage", es enfocar las discusiones en los próximos pasos concretos necesarios para que el individuo que añadió el tema enfrente su problema. La intención es evitar grandes discusiones improductivas, dominadas por las voces más fuertes.

## Marcas comerciales y de código abierto
El nombre "Holacracy" es una marca registrada de HolacracyOne LLC. Por lo tanto, cualquiera que desee vender productos y servicios utilizando el nombre "Holacracy" debe primero obtener el permiso de HolacracyOne. La marca no se debe confundir con una patente, ya que no limita que alguien utilice el modelo holocrático, solo limita el uso de la marca con fines comerciales. Porque "Holacracy" es una marca comercial, no se traduce en lenguas extranjeras cuando se utiliza como tal marca en vez de como concepto genérico.
El modelo en sí mismo, como lo define la Constitución de la Holocracia, es liberado bajo la "cultura libre" o licencia Creative Commons Attribution ShareAlike 4.0. El modelo puede ser considerado "de código abierto". HolacracyOne incluso ha colocado la constitución de la holocracia en GitHub para animar a otros a contribuir a su desarrollo. De esta forma "Holacracy" sigue un modelo de la marca con licencia de código abierto similar a otras marcas como Mozilla, Linux, o incluso Wikipedia.

## Holocracia en la práctica contemporánea
La holocracia ha sido adoptada y practicada por organizaciones con y sin fines de lucro, incluyendo los especialistas de productividad de David Allen Company , la iniciativa Medium del cofundador de Twitter Evan Williams, Precision Nutrition y Conscious Capitalism, la organización sin fines de lucro de John Mackey, el presidente ejecutivo de Whole Foods Market. Zappos, el minorista de zapatos en línea que es parte de Amazon, anunció su adopción de la holocracia.

## Ventajas
Se dice que la holocracia aumenta la agilidad, la eficiencia, la transparencia, la innovación y la rendición de cuentas dentro de una organización. El enfoque alienta a los miembros individuales del equipo a tomar la iniciativa y les da un proceso en el que sus preocupaciones o ideas pueden ser abordadas. El sistema de la autoridad distribuida reduce la carga sobre los líderes para tomar todas las decisiones.
Según el presidente ejecutivo de Zappos, Tony Hsieh, la holocracia hace a los individuos más responsables de sus propios pensamientos y acciones.
Según Kristy Meade, empleada de Zappos, la holocracia ayuda a prevenir las conductas típicas con sesgo de género. "Ofrece protecciones que crean un ambiente en el que algunas de las acciones sobre la base de sesgo inconsciente no son posibles."

## Críticas
En una entrada de enero de 2014 en Forbes en línea, Steve Denning autor de gestión y liderazgo advirtió en contra de la visión de la holocracia como una panacea, argumentando que en lugar de la eliminación de la jerarquía, las decisiones se canalizan hacia abajo de círculo en círculo en una jerarquía clara, en la que cada círculo posterior sabe menos sobre el panorama general que la anterior. También afirmó que las normas y procedimientos establecidos en los documentos fundacionales de la holocracia como el artículo originario de Robertson son muy detallados y se centran en "administrivia”. Por último, Denning añadió que la voz del cliente faltaba en el modelo holocrático, concluyendo que para las empresas ágiles y centradas en el cliente, como Zappos, la holocracia es una manera de añadir rigor administrativo, pero que la holocracia no necesariamente funciona bien en una organización que no tienen la agilidad y la pasión por el cliente. Estas críticas han sido respondidas punto por punto por el socio de HolacracyOne Olivier Compagne en un artículo en el blog de la compañía. Él sostiene que las críticas de Denning malinterpretan la holocracia, y procede a explicar cómo las reglas de dirección de la holocracia enfrentan o evitan esos supuestos escollos.